# Fondo de Solidaridad (Ecuador)
Fondo de Solidaridad fue un ente público de Ecuador. Recibió utilidades de las compañías telefónicas y eléctricas de capital público y las invirtió en obras para sectores económicamente deprimidos, así como en pagar pensiones jubilares.
Compañías en las que tuvo acciones:
- Andinatel
- Pacifictel
- Hidropaute
- Transelectric
- Hidroagoyán
- Termopichincha
- Termoesmeraldas
- Hidronación
- Empresa Eléctrica Quito
- Empresa Eléctrica Cotopaxi
- Empresa Eléctrica Manabí
- Empresa Eléctrica Ambato
- Empresa Eléctrica Centro-Sur

otras.
La constitución de 1998 propuso la creación de un fondo de los recursos provenientes de la privatización de las empresas eléctricas y telefónicas, de ahí que en los activos del Fondo de Solidaridad consten los activos de las empresas eléctricas y telefónicas que no han sido privatizadas. Tuvo una administración eficiente con el Ing. Vicente Alarcón Ch. como Gerente General.
En la constitución de 2008, se elimina el Fondo de Solidaridad y se mantiene la propiedad pública sobre los considerados sectores estratégicos de la economía, entre ellos la electricidad y las telecomunicaciones.
Los activos totales de la banca pública de desarrollo, son sustancialmente menores que aquellos del sector privado por lo que cumplen una función subisidiaria y complementaria a las decisiones de arbitraje realizadas desde la banca privada. hasta el momento no existe un marco jurídico que armonice y permita la coordinación de la banca pública de desarrollo de una manera coherente y estructurada. En ese sentido, una de las tareas a futuro será la de crear un marco jurídico e institucional que permita la convergencia de las diferentes instituciones públicas en una sola banca pública de desarrollo.
Se eliminó el Fondo en enero del 2010.